# 拉蒙·冈萨雷斯
拉蒙·冈萨雷斯（西班牙語：Ramón González，1898年2月16日—1977年11月4日），西班牙男子足球运动员，司职前锋。他曾入选1920年夏季奥林匹克运动会西班牙男子足球队，但并未上场参赛。